# معركة سان مارسيال
كانت معركة سان مارسيال واحدة من معارك حرب الاستقلال الإسبانية، جرت في 31 أغسطس 1813. حيث تمكن جيش غاليسيا الإسباني، بقيادة مانويل فريري، من صد هجوم المارشال الفرنسي جان دو ديو سول الأخير الذي شنه على جيش ماركيز ويلنجتون آرثر ويلزلي البريطاني.

## خلفية تاريخية
وصل ويلنجتون إلى سان سيباستيان في أعقاب حملة فيتوريا حيث ضرب حصاراً حول المدينة في يوليو 1813، بهدف الإطباق على الحصن الساحلي الهام بينما تراجع الجيش الفرنسي شرقاً، لتضميد جرحاه من حملة فيتوريا. كانت سان سيباستيان وبنبلونة تقعان حول أجنحة ويلنجتون، في حراسة الطرق المؤدية إلى الحدود الفرنسية، وكان من الضروري أن الإستيلاء عليهما من أيدي الفرنسيين قبل أن يتمكن الحلفاء من متابعة عملياتهم في فرنسا. ومع ذلك، بدا أن ويلنجتون أساء تقدير دهاء وحزم الحامية الفرنسية وقائدها المتمرس، العميد لويس ري. حيث تكبد المهاجمون البريطانيون الذين صُدوا خسائر دامية، عندما فقدوا 600 قتيل خلال هجوم يوم 26 يوليو. قبل أن يتمكن ويلينجتون من تنظيم محاولة أخرى، فقد وصلته أخبار بأن سولت قد أعاد بناء الجيش الميداني الفرنسي وعاد إلى الشرق -حدث هذا في أسابيع مبكرة من اعتقاد ولنجتون بأن ذلك ممكناً- ولذلك أوقف الحلفاء الحصار لمواجهته.
بينما كان ويلينجتون يواجه قوات سول في معركة البرانس، أبقى الفريق توماس غراهام على حصاره لسان سباستيان واستعد لاستمرار الحصار في 26 أغسطس. كما أقام خط من التحصينات الخفيفة لصد محاولات سول لكسر الحصار، كما نُصبّ طوق قوي يصل إلى ضفاف نهر بيداسوا. وبالإضافة إلى الفرق الأنجلو-برتغالية في فيرا، ليساكا وإرون، ضم المشهد أيضاً الفرق الإسبانية الثالثة والخامسة والسابعة التي تمركزت على ارتفاعات سان مارسيال، بالإضافة إلى سريتين من الفرقة الرابعة الاحتياطية (التي تشكل الجيش الإسباني الرابع لفريري، أو جيش غاليسيا). وبعد أربعة أسابيع من السكون، كان سول، في الواقع، يعد خلالها لهجمة أخيرة على سان سيباستيان، حيث ركز جميع فرقه التسعة في أينوي لشن هجوم بالقرب من سان مارسيال. لم يكن الفرنسيون ولا القوات الإسبانية في حالة معنوية مثالية؛ فقد تعرض الفرنسيون للإحباط بسبب تراجعهم الأخير ولم يكونوا متحمسين للمعركة المقبلة، في حين أن قوات فريري المتعثرة، التي أهملتها المفوضية الإسبانية، لم تحصل على مؤنة كافية لعدة أيام. ومن ورائهم، كان جيش الحلفاء قد تورط في قتال رهيب عند سان سيباستيان، كلفه في 31 أغسطس وحده، 2,376 قتيلاً وجريحاً.

## المعركة
خلال ضباب الصباح الباكر، تسللت سبع فرق فرنسية نحو بيداسوا في 31 أغسطس، وعبروا النهر تحت غطاء نيران مدافعهم. حيث فاجئت مواقع الحلفاء في فيرا وإرون واكتسحتها، ولكن قوات الحلفاء استطاعت تنبيه فرير، الذي جمع قواته في خط دفاعي على المرتفعات. تبعثرت الألوية الإمبراطورية لدى تسلقها فوق التضاريس الصعبة، بحيث وصلت إلى خط فرير في فوضى جماعية. وسرعان ما استقبلهم الإسبان بوابل شديد من الرصاص وأجبروهم بحرابهم المثبتة على التراجع إلى أسفل التل.
حشد سول الوحدات المنهزمة عند الظهر وأمر قوات جديدة بالهجوم ثانية على المرتفعات، لكن خط الحراب الإسباني صمد ضد هجومه النهائي وتعرض الفرنسيون المتداعيون لهزيمة منكرة. ولعدم قدرة سول على سحب رجاله عبر النهر مرة أخرى، أمر بالانسحاب إلى إرون وأوقف هجومه دون مواجهة أي جندي بريطاني: ففي آخر مراحل المعركة، طلب فرير تعزيزات من البريطانيين لدعم خطه الدفاعي المنهك. ورد ويلنجتون على ذلك، «بما أنه أحرز الانتصار بالفعل، فعليه الاحتفاظ بشرف الانتصار لأبناء وطنه فقط.» سقط حصن سان سيباستيان بعد معركة شديدة في وقت لاحق من ذلك اليوم، وانسحب سول إلى الأراضي الفرنسية.

## القتال عند فيرا
خلال فترة ما بعد الظهر، ضربت عاصفة رعدية عنيفة المنطقة وأدت إلى هطول أمطار غزيرة. في الوقت الذي وصل فيه الحرس الخلفي لفرقة الجنرال برتران كلوزيل إلى المخاضات على نهر بيداسوا، كان عمق المياه يبلغ ستة أقدام تحتهم. قاد الجنرال إدمه مارتن فاندرمايسن، قائد الحرس الخلفي، 10,000 رجل وعبروا ضد التيار إلى فيرا (بيرا).
كان الجسر الذي يبلغ طوله 50 ياردة (46 متراً) في فيرا يسمح فقط بمرور طابور مكون من ثلاثة أو أربعة رجال بالعرض، لكنه كان طريق الهروب الوحيد الممكن. كانت سرية تضم 70 رجلاً من فوج السترات الخضراء البريطاني الخامس عشر المسلح بالبنادق تحت قيادة النقيب دانييل كادو، قد استولت على القرية مع وضع اثنين من حراسها عند الجسر. وفي الساعة الثانية صباحاً في الأول من سبتمبر، نجح الفرنسيون في الاندفاع عبر الجسر بنجاح، لكنهم لم يتمكنوا من المضي إلى أبعد من ذلك. فبسبب المطر الغزير، لم يكن في مقدور بنادق الفرنسيين إطلاق النار لذا توجب عليهم اللجوء إلى استخدام الحراب (السونكي). بينما كان رجال البنادق البريطانيون مزودين بالبارود الجاف في فتحات الرمي داخل المباني. حاول الفرنسيون مراراً وتكراراً اقتحام المباني في نهاية الجسر، لكن نيران البنادق البريطانية حصدتهم بالأكوام.[بحاجة لمصدر]
أرسل كادو في طلب المساعدة من فرقة تابعة للكتيبة الخفيفة المُرابطة على بعد ميل. لكن قائدها الجنرال جون بيرن سكريت رفض إرسال المساعدة بشكل غير معقول. بل بدلاً من ذلك، أمر كادو بالانسحاب. رفض النقيب الانصياع له وظل في موقعه يقاوم الهجمات المتكررة. وفي النهاية، بعدما كرر سكريت أوامره بالانسحاب. تهيأ كادو، الذي فقد اثنين فقط من حراسه، لتلبيتها على مضض. ومع ذلك، كان الفجر قد حان، كما توقف المطر وعندها أصبح البارود الفرنسي جافاً. وعندما تخلى جنود السترات الخضراء عن المباني، فتح الفرنسيون نيران مهولة. أدت إلى مقتل كادو و16 من رجاله وإصابة عدد أكبر. وبعدما تخلوا عن مدفعيتهم، تقدم الفرنسيون عبر الامتداد الغير محمي الآن للهروب من الإطباق عليهم. كان الجنرال إدمه مارتن فاندرمايسن من ضمن قتلى المعركة.

## نتائج المعركة
تميزت المعركة بنهاية القوة التي كانت في وقت ما قوة الجنرال سولت المهيبة: «بعدما أنهكتها المعارك واليأس، خسرت فرق سولت كل فاعليتها وفيما عدا بعض الومضات المُلهمة، إلا أنها لم تعد للقتال نهائياً بنفس مهارتها وحماسها السابق». جاء الأداء الإسباني في معركة سان مارسيال، إلى جانب أداء فرقة الجنرال خوسيه زياس في معركة ألبويرا وجيش الجنرال فرانسيسكو كاستانيوس في معركة بايلين، من بين أفضل جهودهم في حرب الاستقلال الإسبانية. ستكون المواجهة التالية هي معركة بيداسوا في 7 أكتوبر.[بحاجة لمصدر]